# Erythrosuchidae

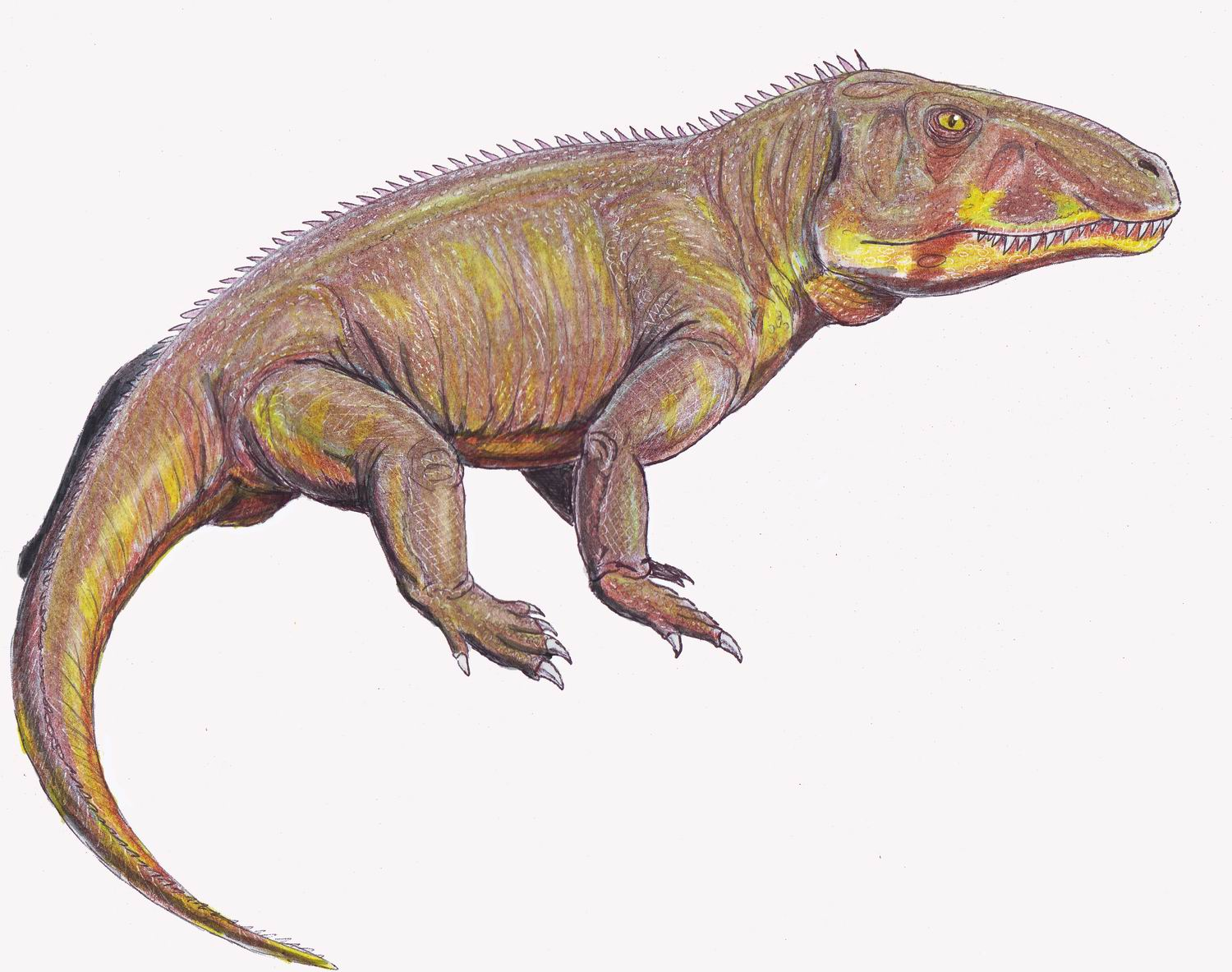
Shansisuchus

Die Erythrosuchidae sind eine ausgestorbene Gruppe carnivorer Reptilien aus der unteren bis mittleren Trias. Es waren große 2,5 bis 5 Meter lange Tiere mit massigen Körpern.
Wie der im Perm lebende Anteosaurus aus der Gruppe der Dinocephalia und viele Temnospondyli hatten die Erythrosuchidae besonders große, bis einen Meter lange Köpfe. Die Köpfe erreichten bei einigen Gattungen die Hälfte der Körperlänge (ohne Schwanz). Der Hals der Tiere war massig und kurz, die Halswirbel, um das große Gewicht zu tragen, extrem kurz. Da die Artikulationsflächen zwischen den Beinknochen und die zwischen Bein- und Handwurzelknochen nur schwach verknöchert waren, nimmt man eine aquatische Lebensweise an. Im unteren Trias waren die Erythrosuchidae die größten Landwirbeltiere.
Sie teilen eine Reihe von Synapomorphien mit späteren Archosauriern, die den frühen Archosauromorphen wie den Protorosauria fehlen und werden deshalb in die anatomisch fortschrittlicheren Archosauriformes gestellt.

## Gattungen
- Chalishevia
- Cuyosuchus
- Dongusia
- Erythrosuchus
- Fugusuchus
- Garjainia
- Shansisuchus
- Uralosaurus
- Vjushkovia